# HD 105383
HD 105383，又名CD-50 6688，SAO 239686、HR 4619，是一颗恒星，视星等为6.37，位于銀經295.96，銀緯11.52，其B1900.0坐标为赤經12h 2m 53.9s，赤緯-50° 11.52′ 23″。